# Héloïse Guillot
Héloïse Claire Guillot, född 19 juni 2006, är en fransk konstsimmare.

## Karriär
Vid konstsim-EM 2025 i Funchal var hon en del av Frankrikes lag som tog brons i det tekniska lagprogrammet.